# Takydromus
Takydromus es un género de lagartos de la familia Lacertidae. Sus especies se distribuyen por buena parte del este de Asia.

## Especies

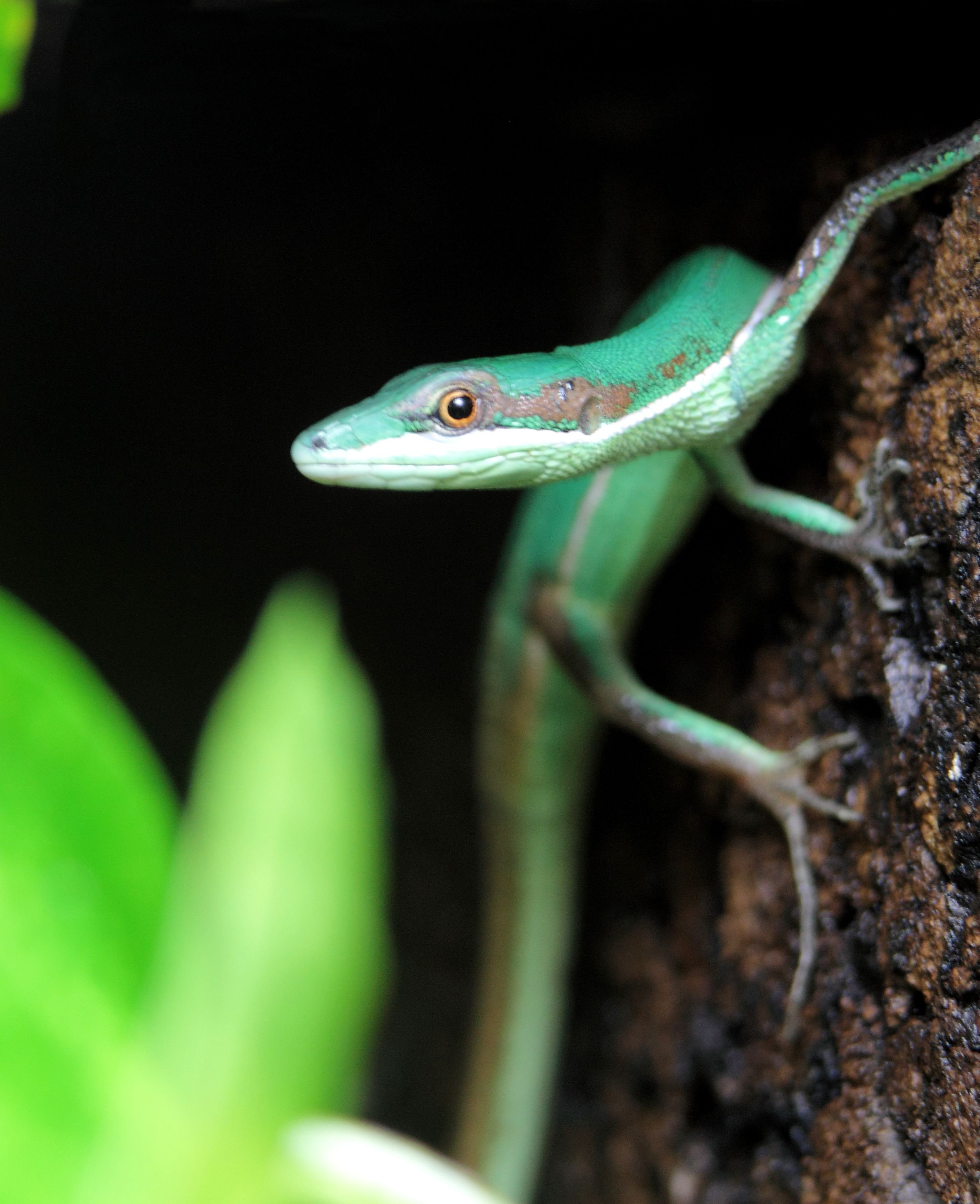
Takydromus smaragdinus

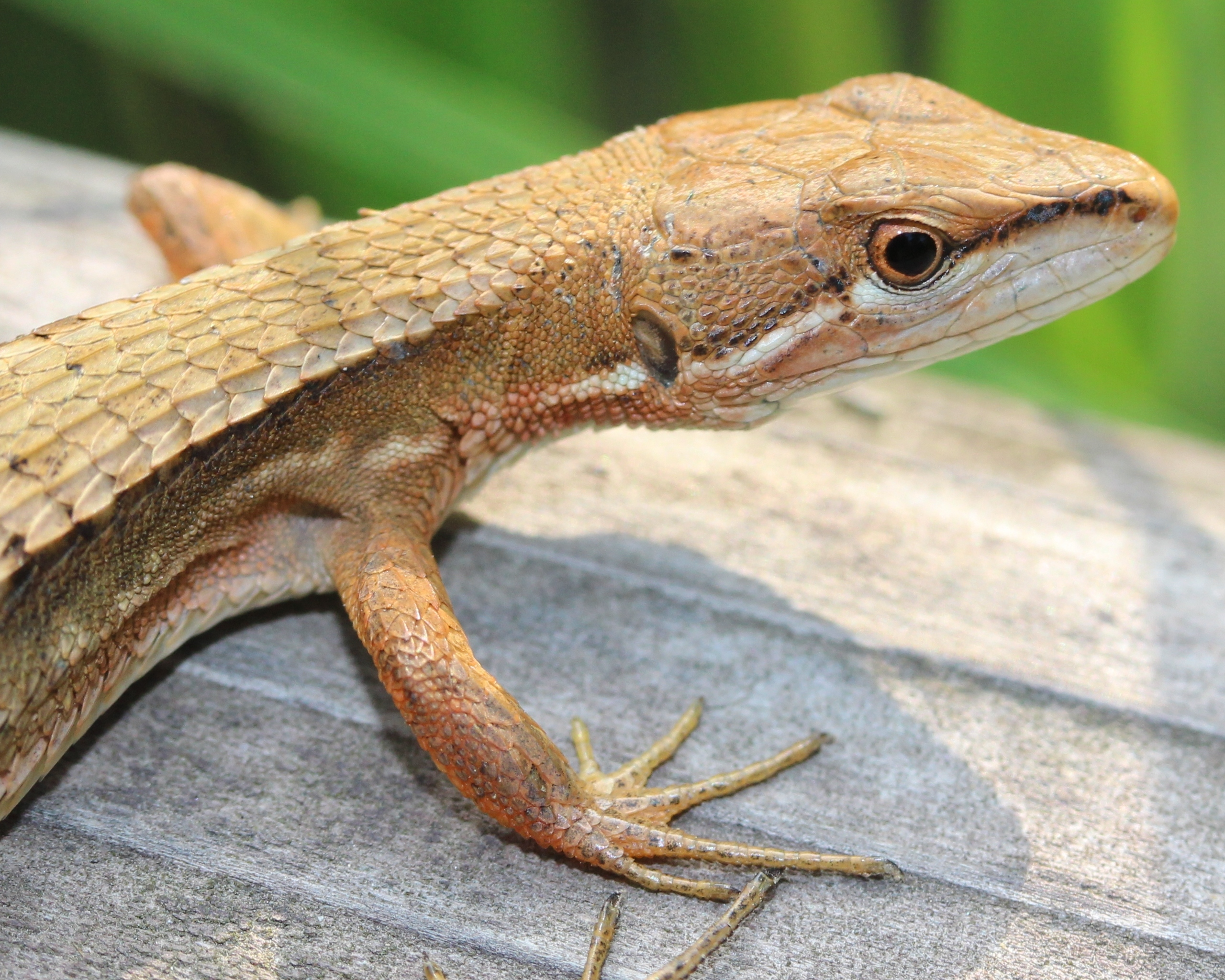
Takydromus tachydromoides

Se reconocen las siguientes 23 especies:
- Takydromus amurensis (Peters, 1881)
- Takydromus dorsalis Stejneger, 1904
- Takydromus formosanus (Boulenger, 1894)
- Takydromus guilinensis Guo, Hu, Chen, Zhong & Ji, 2024[2]
- Takydromus hani Chou, Truong & Pauwels, 2001
- Takydromus haughtonianus (Jerdon, 1870)
- Takydromus hsuehshanensis Lin & Cheng, 1981
- Takydromus intermedius Stejneger, 1924
- Takydromus khasiensis (Boulenger, 1917)
- Takydromus kuehnei Van Denburgh, 1909
- Takydromus luyeanus Lue & Lin, 2008
- Takydromus madaensis Bobrov, 2013
- Takydromus sauteri Van Denburgh, 1909
- Takydromus septentrionalis (Günther, 1864)
- Takydromus sexlineatus Daudin, 1802
- Takydromus sikkimensis Günther, 1888
- Takydromus smaragdinus (Boulenger, 1887)
- Takydromus stejnegeri Van Denburgh, 1912
- Takydromus sylvaticus (Pope, 1928)
- Takydromus tachydromoides (Schlegel, 1838)
- Takydromus toyamai Takeda & Ota, 1996
- Takydromus viridipunctatus Lue & Lin, 2008
- Takydromus wolteri (Fischer, 1885)